# Bukorovți, Sofia
Bukorovți (în bulgară Букоровци) este un sat în comuna Godeci, regiunea Sofia,  Bulgaria. 

## Demografie
Componența etnică a satului Bukorovți
     Bulgari (92,85%)
     Nicio identificare (7,14%)
     Altele (0%)
La recensământul din 2011, populația satului Bukorovți era de 14 locuitori. Din punct de vedere etnic, majoritatea locuitorilor (92,85%) erau bulgari. Pentru 7,14% din locuitori nu este cunoscută apartenența etnică.